# Oleksiy Tcherednik
Oleksiy Valentinovitch Tcherednik (en russe : Алексей Валентинович Чередник), est un footballeur soviétique, reconverti comme entraîneur, né le 15 septembre 1960 à Stalinabad.

## Biographie

### En club
Avec le club du FK Dnipro, il joue 8 matchs en Coupe d'Europe des clubs champions. Il atteint les quarts de finale de cette compétition en 1985, en étant éliminé par les Girondins de Bordeaux.

### En équipe nationale
Il remporte la médaille d'or avec l'URSS lors des Jeux olympiques de 1988. Lors du tournoi olympique, il joue 4 matchs.
Il reçoit deux sélections en équipe d'URSS : la première, le 21 février 1989 contre la Bulgarie, et la seconde, le 22 mars 1989 face aux Pays-Bas.

### Carrière d'entraîneur
Il travaille actuellement avec les jeunes du Chakhtar Donetsk. 

## Palmarès
Dniepr Dniepropetrovsk
- Champion d'Union soviétique en 1988.
- Vainqueur de la Coupe d'Union soviétique en 1988.
- Vainqueur de la Coupe de la fédération soviétique en 1986 et 1989.